# Carl Friedrich Gauss
Johann Carl Friedrich Gauss (født 30. april 1777 i Braunschweig, død 23. februar 1855 i Göttingen) var en tysk matematiker, astronom, geodæt og fysiker. 
Gauss betragtes af mange som den største matematiker nogensinde og er blevet kaldt matematikkens fyrste (princeps mathematicorum).
Allerede som 3-årig var han i stand til at opdage fejl i faderens regnskab, og fire år gammel kunne han give sin lærer resultatet af summen af tallene 1,2,3,4,5...,100 direkte.
I 1796 opdagede Gauss, hvordan en regulær syttenkant kan konstrueres med passer og lineal. I 1801 publicerede han bogen Disquisitiones arithmeticae, hvori han gav en systematisk fremstilling af talteori, og samtidig indførte han mange nye idéer og begreber. Bogen er stadig aktuel.
Gauss blev professor i astronomi i 1807 og var direktør for observatoriet i Göttingen. Han arbejdede desuden meget med fysik, mekanik og geofysik.
Gennem hele sit liv levede Gauss isoleret fra andre matematikere, hvilket gav ham adskillige fjender. Historien beretter, at unge matematikere kom til Gauss med nye forskningsresultater, blot for at opleve Gauss vise, at det var løsninger, han havde fundet længe før.
Gauss var også opfinder. Sammen med fysikeren Wilhelm Weber (1804-1891) byggede han den første elektriske telegraf i 1833.
Gauss er blevet portrætteret i romanen "Opmålingen af verden" af den tyske forfatter Daniel Kehlmann, hvor han blandt andet i dramatiseret form, mødes med Alexander von Humboldt.
I bogen får man et godt indblik i Gauss tilbagetrukne tilværelse samt af den intellektuelle arrogance, som følger med at være et geni.

## Måleenhed
Carl Friedrich Gauss har lagt navn til cgs-systemets enhed for magnetisk fluxtæthed, gauss (G). I SI bruges enheden tesla (T), og det gælder at 1 tesla svarer til 10.000 gauss.